# Данбар (Вісконсин)
Данбар (англ. Dunbar) — місто (англ. town) в США, в окрузі Марінетт штату Вісконсин. Населення — 605 осіб (2020).

## Демографія
Згідно з переписом 2010 року, у місті мешкали 1094 особи в 258 домогосподарствах у складі 179 родин. Було 883 помешкання
Расовий склад населення:
| - 91,9 % — білих - 1,5 % — азіатів - 0,8 % — чорних або афроамериканців - 0,4 % — вихідців з тихоокеанських островів - 0,4 % — корінних американців |

До двох чи більше рас належало 4,4 %. Частка іспаномовних становила 2,5 % від усіх жителів.
За віковим діапазоном населення розподілялося таким чином: 11,6 % — особи молодші 18 років, 77,5 % — особи у віці 18—64 років, 10,9 % — особи у віці 65 років та старші. Медіана віку мешканця становила 22,8 року. На 100 осіб жіночої статі у місті припадало 95,7 чоловіків;  на 100 жінок у віці від 18 років та старших — 93,4 чоловіків також старших 18 років.
Середній дохід на одне домашнє господарство  становив 52 419 доларів США (медіана — 40 625), а середній дохід на одну сім'ю — 57 943 долари (медіана — 48 125). Медіана доходів становила 40 938 доларів для чоловіків та 30 278 доларів для жінок. За межею бідності перебувало 13,2 % осіб, у тому числі 25,3 % дітей у віці до 18 років та 8,6 % осіб у віці 65 років та старших.
Цивільне працевлаштоване населення становило 413 осіб. Основні галузі зайнятості: освіта, охорона здоров'я та соціальна допомога — 32,2 %, мистецтво, розваги та відпочинок — 18,9 %, виробництво — 15,5 %.